# Semih Şentürk
Semih Şentürk (Smirne, 29 aprile 1983) è un allenatore di calcio ed ex calciatore turco, di ruolo attaccante, tecnico della formazione Under-19 del Fenerbahçe.

## Carriera

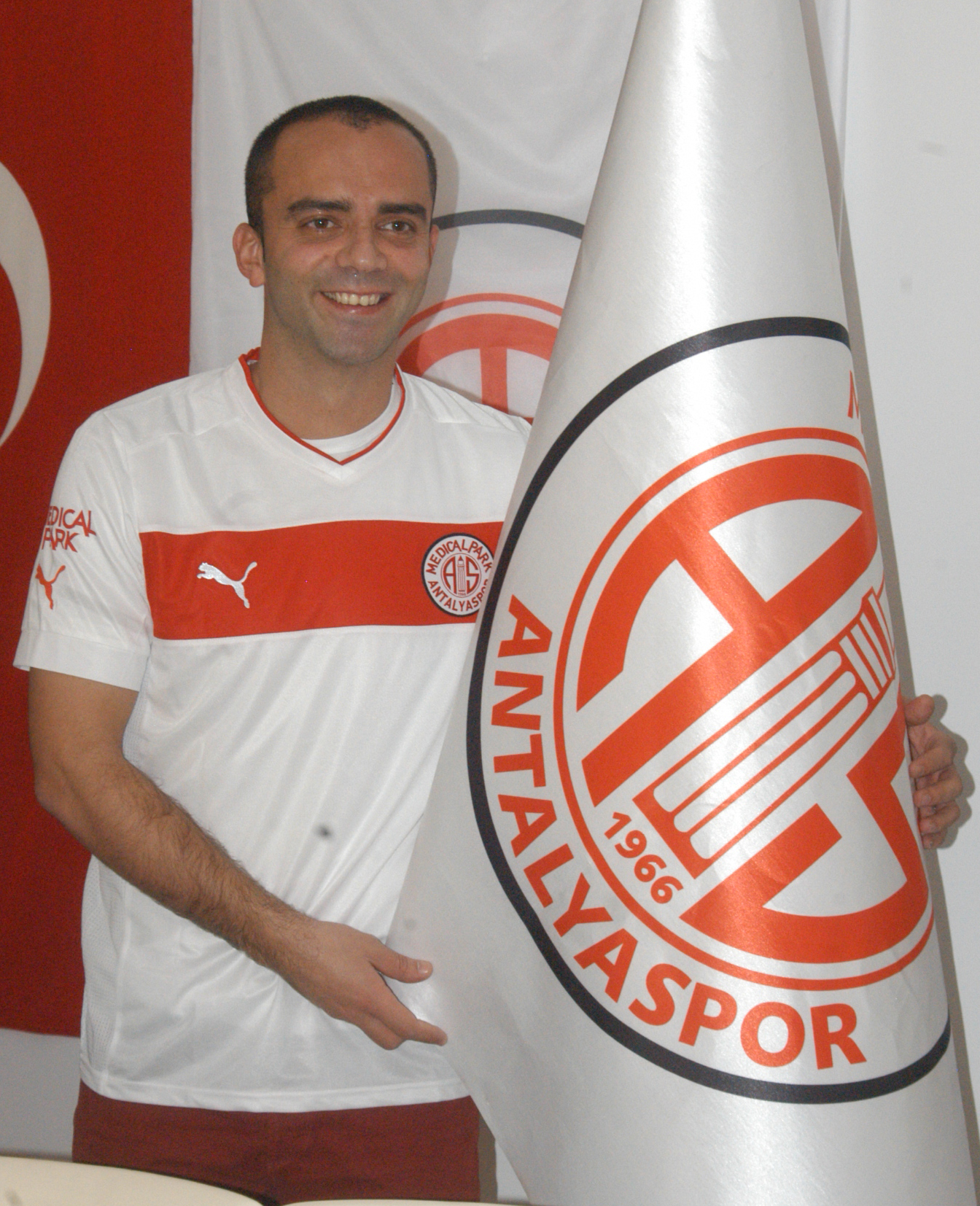
Şentürk con la maglia dell' (2014)

### Giocatore

#### Club
Cresciuto nelle file del Fenerbahçe, ha debuttato in prima squadra il 17 febbraio 2001, nell'incontro di campionato Siirtspor-Fenerbahçe (0-4), subentrando a Serhat Akın al minuto 75. Nella stagione 2001-2002 ha giocato in prestito all'İzmirspor, in seconda serie turca. Rientrato dal prestito nel 2002, ha militato nelle file del Fenerbahçe per undici stagioni e mezzo, vincendo quattro campionati, due Türkiye Kupası e due Türkiye Süper Kupası. Con il club giallonero, inoltre, ha vinto il titolo di capocannoniere del campionato nella stagione 2007-2008 (con 17 reti segnate in 27 presenze). Ha totalizzato complessivamente, con la maglia del Fenerbahçe, 281 presenze e 85 reti. Nel gennaio 2014 si è trasferito all'Antalyaspor. Nel luglio 2014 è passato all'İstanbul Başakşehir. Ha militato nelle file del club per due stagioni, totalizzando 41 presenze e 17 reti. Il 3 agosto 2016 si è trasferito all'Eskişehirspor, club della seconda divisione turca. Vi ha militato per due stagioni, totalizzando 48 presenze e 19 reti. Rimasto senza squadra, l'8 settembre 2018 ha annunciato il proprio ritiro dal calcio giocato.

#### Nazionale
Ha debuttato in Nazionale maggiore il 17 novembre 2007, in Norvegia-Turchia (1-2). Ha messo a segno la sua prima rete con la maglia della Nazionale il 29 maggio 2008, nell'amichevole Turchia-Finlandia (2-0), siglando il gol del definitivo 2-0 al minuto 88. Ha partecipato, con la selezione turca, agli Europei 2008. Nella competizione europea ha segnato sia nei quarti di finale contro la Croazia (realizzando il gol del pareggio al minuto 122) che nelle semifinali contro la Germania (realizzando il gol del momentaneo 2-2 al minuto 86). È sceso in campo, inoltre, nelle qualificazioni ai Mondiali 2010, nelle qualificazioni agli Europei 2008 e 2012. Ha totalizzato, con la selezione turca, 28 presenze e 8 reti.

### Allenatore
Il 18 novembre 2020 è diventato allenatore dell'accademia giovanile del Fenerbahçe. Nella stagione 2022-2023 ha allenato la formazione Under-16. Il 25 luglio 2023 è diventato allenatore della formazione Under-19.

## Statistiche

### Presenze e reti nei club
| Stagione                   | Squadra                    | Campionato                 | Campionato | Campionato | Coppe nazionali | Coppe nazionali | Coppe nazionali | Coppe continentali | Coppe continentali | Coppe continentali | Altre coppe | Altre coppe | Altre coppe | Totale | Totale | Totale |
| Stagione                   | Squadra                    | Comp                       | Pres       | Reti       | Comp            | Pres            | Reti            | Comp               | Pres               | Reti               | Comp        | Pres        | Reti        | Pres   | Reti   |        |
| -------------------------- | -------------------------- | -------------------------- | ---------- | ---------- | --------------- | --------------- | --------------- | ------------------ | ------------------ | ------------------ | ----------- | ----------- | ----------- | ------ | ------ | ------ |
| 2000-2001                  | Fenerbahçe                 | 1L                         | 1          | 0          | TK              | 0               | 0               | -                  | -                  | -                  | -           | -           | -           | 1      | 0      |        |
| 2001-2002                  | İzmirspor                  | TFF-1L                     | 22         | 3          | TK              | 1               | 0               | -                  | -                  | -                  | -           | -           | -           | 23     | 3      |        |
| 2002-2003                  | Fenerbahçe                 | 1L                         | 13         | 3          | TK              | 0               | 0               | UCL+UEFA           | 0+0                | 0+0                | -           | -           | -           | 14     | 3      |        |
| 2003-2004                  | Fenerbahçe                 | 1L                         | 13         | 1          | TK              | 1               | 0               | -                  | -                  | -                  | -           | -           | -           | 14     | 1      |        |
| 2004-2005                  | Fenerbahçe                 | 1L                         | 2          | 0          | TK              | 1               | 0               | UCL                | 0                  | 0                  | -           | -           | -           | 3      | 0      |        |
| 2005-2006                  | Fenerbahçe                 | SL                         | 22         | 9          | TK              | 5               | 4               | UCL                | 1                  | 0                  | -           | -           | -           | 28     | 13     |        |
| 2006-2007                  | Fenerbahçe                 | SL                         | 18         | 1          | TK              | 7               | 7               | UCL+UEFA           | 3+4                | 1+1                | -           | -           | -           | 32     | 10     |        |
| 2007-2008                  | Fenerbahçe                 | SL                         | 27         | 17         | TK              | 3               | 0               | UCL                | 9                  | 2                  | TSK         | 0           | 0           | 39     | 19     |        |
| 2008-2009                  | Fenerbahçe                 | SL                         | 24         | 7          | TK              | 5               | 1               | UCL                | 6                  | 5                  | -           | -           | -           | 35     | 13     |        |
| 2009-2010                  | Fenerbahçe                 | SL                         | 21         | 6          | TK              | 3               | 1               | UEL                | 7                  | 0                  | TSK         | 0           | 0           | 31     | 7      |        |
| 2010-2011                  | Fenerbahçe                 | SL                         | 25         | 10         | TK              | 4               | 4               | UCL+UEL            | 2+1                | 0+0                | -           | -           | -           | 32     | 14     |        |
| 2011-2012                  | Fenerbahçe                 | SL                         | 22         | 1          | TK              | 4               | 0               | -                  | -                  | -                  | -           | -           | -           | 28     | 1      |        |
| 2012-2013                  | Fenerbahçe                 | SL                         | 17         | 1          | TK              | 8               | 3               | UCL+UEL            | 1+1                | 0+0                | TSK         | 0           | 0           | 27     | 4      |        |
| 2013-gen. 2014             | Fenerbahçe                 | SL                         | 0          | 0          | TK              | 0               | 0               | UCL                | 0                  | 0                  | TSK         | 0           | 0           | 0      | 0      |        |
| Totale Fenerbahçe          | Totale Fenerbahçe          | Totale Fenerbahçe          | 204        | 56         |                 | 41              | 20              |                    | 35                 | 9                  |             | 0           | 0           | 280    | 85     |        |
| gen.-giu. 2014             | Antalyaspor                | SL                         | 13         | 3          | TK              | 5               | 2               | -                  | -                  | -                  | -           | -           | -           | 18     | 5      |        |
| 2014-2015                  | İstanbul Başakşehir        | SL                         | 23         | 11         | TK              | 1               | 0               | -                  | -                  | -                  | -           | -           | -           | 24     | 11     |        |
| 2015-2016                  | İstanbul Başakşehir        | SL                         | 8          | 0          | TK              | 9               | 6               | UEL                | 0                  | 0                  | -           | -           | -           | 17     | 6      |        |
| Totale İstanbul Başakşehir | Totale İstanbul Başakşehir | Totale İstanbul Başakşehir | 31         | 11         |                 | 10              | 6               |                    | 0                  | 0                  |             | -           | -           | 41     | 17     |        |
| 2016-2017                  | Eskişehirspor              | TFF-1L                     | 21+1       | 12+0       | TK              | 0               | 0               | -                  | -                  | -                  | -           | -           | -           | 22     | 12     |        |
| 2017-2018                  | Eskişehirspor              | TFF-1L                     | 25         | 6          | TK              | 1               | 1               | -                  | -                  | -                  | -           | -           | -           | 26     | 7      |        |
| Totale Eskişehirspor       | Totale Eskişehirspor       | Totale Eskişehirspor       | 47         | 18         |                 | 1               | 1               |                    | -                  | -                  |             | -           | -           | 48     | 19     |        |
| Totale carriera            | Totale carriera            | Totale carriera            | 318        | 91         |                 | 58              | 29              |                    | 35                 | 9                  |             | 0           | 0           | 411    | 129    |        |

### Presenze e reti in nazionale
| Cronologia completa delle presenze e delle reti in nazionale ― Turchia | Cronologia completa delle presenze e delle reti in nazionale ― Turchia | Cronologia completa delle presenze e delle reti in nazionale ― Turchia | Cronologia completa delle presenze e delle reti in nazionale ― Turchia | Cronologia completa delle presenze e delle reti in nazionale ― Turchia | Cronologia completa delle presenze e delle reti in nazionale ― Turchia | Cronologia completa delle presenze e delle reti in nazionale ― Turchia | Cronologia completa delle presenze e delle reti in nazionale ― Turchia |
| Data                                                                   | Città                                                                  | In casa                                                                | Risultato                                                              | Ospiti                                                                 | Competizione                                                           | Reti                                                                   | Note                                                                   |
| ---------------------------------------------------------------------- | ---------------------------------------------------------------------- | ---------------------------------------------------------------------- | ---------------------------------------------------------------------- | ---------------------------------------------------------------------- | ---------------------------------------------------------------------- | ---------------------------------------------------------------------- | ---------------------------------------------------------------------- |
| 17-11-2007                                                             | Oslo                                                                   | Norvegia                                                               | 1 – 2                                                                  | Turchia                                                                | Qual. Euro 2008                                                        | -                                                                      | 68’                                                                    |
| 21-11-2007                                                             | Istanbul                                                               | Turchia                                                                | 1 – 0                                                                  | Bosnia ed Erzegovina                                                   | Qual. Euro 2008                                                        | -                                                                      | 48’ 61’                                                                |
| 20-5-2008                                                              | Bielefeld                                                              | Slovacchia                                                             | 0 – 1                                                                  | Turchia                                                                | Amichevole                                                             | -                                                                      | 65’                                                                    |
| 29-5-2008                                                              | Duisburg                                                               | Finlandia                                                              | 0 – 2                                                                  | Turchia                                                                | Amichevole                                                             | 1                                                                      | 82’                                                                    |
| 7-6-2008                                                               | Ginevra                                                                | Portogallo                                                             | 2 – 0                                                                  | Turchia                                                                | Euro 2008 - 1º turno                                                   | -                                                                      | 76’                                                                    |
| 11-6-2008                                                              | Basilea                                                                | Svizzera                                                               | 1 – 2                                                                  | Turchia                                                                | Euro 2008 - 1º turno                                                   | 1                                                                      | 46’                                                                    |
| 15-6-2008                                                              | Ginevra                                                                | Turchia                                                                | 3 – 2                                                                  | Rep. Ceca                                                              | Euro 2008 - 1º turno                                                   | -                                                                      | 46’                                                                    |
| 20-6-2008                                                              | Basilea                                                                | Croazia                                                                | 1 – 1 dts (1 – 3 dtr)                                                  | Turchia                                                                | Euro 2008 - Quarti di finale                                           | 1                                                                      | 76’                                                                    |
| 25-6-2008                                                              | Basilea                                                                | Germania                                                               | 3 – 2                                                                  | Turchia                                                                | Euro 2008 - Semifinale                                                 | 1                                                                      | 48’                                                                    |
| 20-8-2008                                                              | İzmit                                                                  | Turchia                                                                | 1 – 0                                                                  | Cile                                                                   | Amichevole                                                             | -                                                                      | 46’                                                                    |
| 6-9-2008                                                               | Erevan                                                                 | Armenia                                                                | 0 – 2                                                                  | Turchia                                                                | Qual. Mondiali 2010                                                    | 1                                                                      | 86’                                                                    |
| 10-9-2008                                                              | Istanbul                                                               | Turchia                                                                | 1 – 1                                                                  | Belgio                                                                 | Qual. Mondiali 2010                                                    | -                                                                      | 63’                                                                    |
| 11-2-2009                                                              | Smirne                                                                 | Turchia                                                                | 1 – 1                                                                  | Costa d'Avorio                                                         | Amichevole                                                             | -                                                                      | 46’                                                                    |
| 28-3-2009                                                              | Madrid                                                                 | Spagna                                                                 | 1 – 0                                                                  | Turchia                                                                | Qual. Mondiali 2010                                                    | -                                                                      | 56’                                                                    |
| 1-4-2009                                                               | Istanbul                                                               | Turchia                                                                | 1 – 2                                                                  | Spagna                                                                 | Qual. Mondiali 2010                                                    | 1                                                                      | 55’ 81’                                                                |
| 2-6-2009                                                               | Kayseri                                                                | Turchia                                                                | 2 – 0                                                                  | Azerbaigian                                                            | Amichevole                                                             | -                                                                      | 70’                                                                    |
| 5-6-2009                                                               | Lione                                                                  | Francia                                                                | 1 – 0                                                                  | Turchia                                                                | Amichevole                                                             | -                                                                      | 46’                                                                    |
| 9-9-2009                                                               | Zenica                                                                 | Bosnia ed Erzegovina                                                   | 1 – 1                                                                  | Turchia                                                                | Qual. Mondiali 2010                                                    | -                                                                      | 81’                                                                    |
| 10-10-2009                                                             | Bruxelles                                                              | Belgio                                                                 | 2 – 0                                                                  | Turchia                                                                | Qual. Mondiali 2010                                                    | -                                                                      | 46’ 86’                                                                |
| 22-5-2010                                                              | Harrison                                                               | Turchia                                                                | 2 – 1                                                                  | Rep. Ceca                                                              | Amichevole                                                             | -                                                                      | 46’                                                                    |
| 26-5-2010                                                              | New Britain                                                            | Irlanda del Nord                                                       | 0 – 2                                                                  | Turchia                                                                | Amichevole                                                             | 1                                                                      | 62’                                                                    |
| 29-5-2010                                                              | Filadelfia                                                             | Stati Uniti                                                            | 2 – 1                                                                  | Turchia                                                                | Amichevole                                                             | -                                                                      | 73’                                                                    |
| 7-9-2010                                                               | Istanbul                                                               | Turchia                                                                | 3 – 2                                                                  | Belgio                                                                 | Qual. Euro 2012                                                        | 1                                                                      | 46’                                                                    |
| 8-10-2010                                                              | Berlino                                                                | Germania                                                               | 3 – 0                                                                  | Turchia                                                                | Qual. Euro 2012                                                        | -                                                                      | 63’                                                                    |
| 12-10-2010                                                             | Baku                                                                   | Azerbaigian                                                            | 1 – 0                                                                  | Turchia                                                                | Qual. Euro 2012                                                        | -                                                                      |                                                                        |
| 29-3-2011                                                              | Istanbul                                                               | Turchia                                                                | 2 – 0                                                                  | Austria                                                                | Qual. Euro 2012                                                        | -                                                                      | 72’                                                                    |
| 3-6-2011                                                               | Bruxelles                                                              | Belgio                                                                 | 1 – 1                                                                  | Turchia                                                                | Qual. Euro 2012                                                        | -                                                                      | 85’                                                                    |
| 10-8-2011                                                              | Istanbul                                                               | Turchia                                                                | 3 – 0                                                                  | Estonia                                                                | Amichevole                                                             | -                                                                      | 71’                                                                    |
| Totale                                                                 |                                                                        | Presenze                                                               | 28                                                                     |                                                                        | Reti                                                                   | 8                                                                      |                                                                        |

## Palmarès

### Club
- Campionato turco: 5

Fenerbahçe: 2000-2001, 2003-2004, 2004-2005, 2006-2007, 2010-2011
- Supercoppa turca: 2

Fenerbahçe: 2007, 2009
- Coppa turca: 2

Fenerbahçe: 2011-2012, 2012-2013

### Individuale
- Capocannoniere del campionato turco: 1

2007-2008 (17 reti)